# Grumman A-6
Die Grumman A-6 Intruder war ein Kampfflugzeug der US-Marine, das abgeleitete Modell EA-6 Prowler ein Flugzeug für die elektronische Kampfführung. Die A-6 war zwischen 1960 und 1997 im Dienst, die EA-6 zwischen 1970 und 2019. Ihr Nachfolger ist die Boeing EA-18.

## Entwicklung und Kampfeinsätze
Die Intruder wurde anhand einer Spezifikation der United States Navy für ein allwetterfähiges trägergestütztes Angriffsflugzeug als Ersatz für die kolbenmotorgetriebene AD-1 Skyraider aus dem Koreakrieg entwickelt. Nach dem Vertragsabschluss im Jahre 1957 hob die A2F-1 am 19. April 1960 zum Erstflug ab. Im Herbst 1962 wurde sie in A-6A umbenannt. Ab Februar 1963 traten die ersten Flugzeuge den aktiven Navy-Dienst an. Die A-6 wurde hauptsächlich von Flugzeugträgern aus als primäres Angriffsflugzeug der US-Marine eingesetzt. Außer der Navy flog auch das United States Marine Corps die A-6 von Basen an der Küste aus.
Ab Mitte der 1960er- bis weit in die 1990er-Jahre war die A-6 das wichtigste Erdkampfflugzeug der Navy und des Marine Corps. Intruder wurden zum ersten Mal im Vietnamkrieg eingesetzt. Ihre hohe Reichweite und Traglast, gepaart mit ihrer Allwetterfähigkeit, machten die A-6 schon bald unverzichtbar. Während ihrer Tiefflugeinsätze waren die Flugzeuge allerdings durch Flugabwehrfeuer gefährdet. In acht Jahren Vietnamkrieg verloren die Marine und das Marine Corps 68 Intruder durch Feindeinwirkung.
Die nächsten Kampfeinsätze erfolgten 1983 über dem Libanon. Eine Intruder und eine Vought A-7 gingen dabei verloren. 1986 drangen Intruder der Coral Sea gemeinsam mit General Dynamics F-111 der amerikanischen Luftwaffe in den gut verteidigten Luftraum Libyens ein, versenkten eine libysche Korvette und griffen weitere Ziele als Vergeltung für die libysche Beteiligung am Bombenanschlag auf die Berliner Diskothek La Belle an (Operation El Dorado Canyon). 1988 griffen Intruder der Enterprise iranische Patrouillenboote an, versenkten eines und griffen außerdem die Fregatten Sahand (gesunken) und Sabalan an.
Während der Operation Wüstensturm griffen 90 Intruder der Navy und 20 des Marine Corps Ziele im Irak an, wobei sie fast 5000 Einsätze flogen. Fünf Intruder gingen verloren, davon vier durch Feindeinwirkung. Nach dem Krieg wurden Intruder auch bei der Überwachung der irakischen Flugverbotszonen eingesetzt.
Ursprünglich sollte die Intruder ab Anfang der 1990er-Jahre durch die A-12 Avenger II ersetzt werden. Dieses Tarnkappen-Flugzeug wurde auf Grund ausufernder Kosten jedoch nie zu Ende entwickelt. Die A-6 musste noch einige weitere Jahre im Dienst verbleiben, bis die vergrößerten F/A-18-Modelle E und F zur Verfügung standen. Diese reichen jedoch nicht an die Reichweite und Tragfähigkeit der A-6 heran.
Die letzten Intruder gingen am 19. Dezember 1996 außer Dienst. Einige Flugzeuge wurden dazu verwendet, künstliche Riffe zu errichten, die meisten wurden jedoch auf dem Flugzeugfriedhof in Davis Monthan für eine mögliche spätere Verwendung eingelagert. Ihre Schwestervariante für Elektronische Kampfführung, die EA-6 Prowler, war noch lange Zeit ein wichtiges Unterstützungsflugzeug und wurde 2014 außer Dienst gestellt.

## Varianten

### A-6A

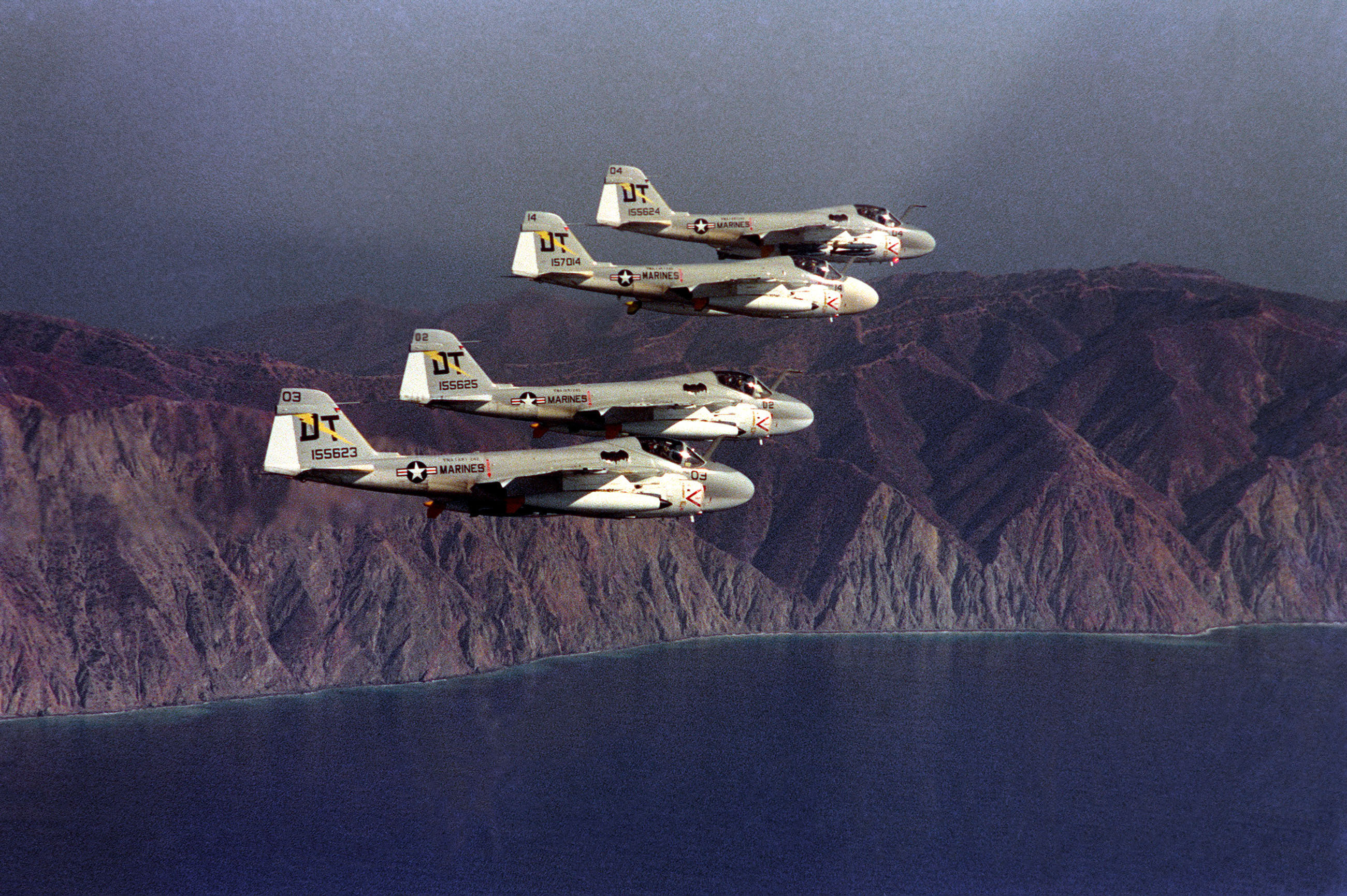
A-6A der VMA(AW)-242 1975

Die erste Version der Intruder war um das komplexe und damals hochmoderne DIANE-System (Digital Integrated Attack/Navigation Equipment) herumgebaut, das auch bei Nacht und schlechtem Wetter eine hohe Treffergenauigkeit sicherstellen sollte. DIANE bestand aus mehreren Radarsystemen: dem Norden AN/APQ-92-Suchradar und einem separaten AN/APQ-112 zur Zielverfolgung sowie dem AN/APN-141-Radarhöhenmesser und einem AN/APN-153-Dopplerradar für Positionsupdates des inertialen Navigationssystems AN/ASN-31. Ein Luftdaten - und ein Ballistik-Rechner bereiteten die Radarinformationen für den Bombardier oder Navigator (BN) im rechten Sitz auf. Als weitere Navigationshilfen standen TACAN und Radiokompass zur Verfügung. Wenn es funktionierte, war DIANE das wahrscheinlich leistungsfähigste Navigations-/Angriffssystem seiner Zeit, allerdings litt es unter zahlreichen Kinderkrankheiten, so dass es erst nach einigen Modifikationen zuverlässig arbeitete.
Insgesamt wurden 488 A-6A produziert, darunter sechs Prototypen. Viele dieser Flugzeuge wurden später zu anderen Varianten umgebaut.

### A-6B

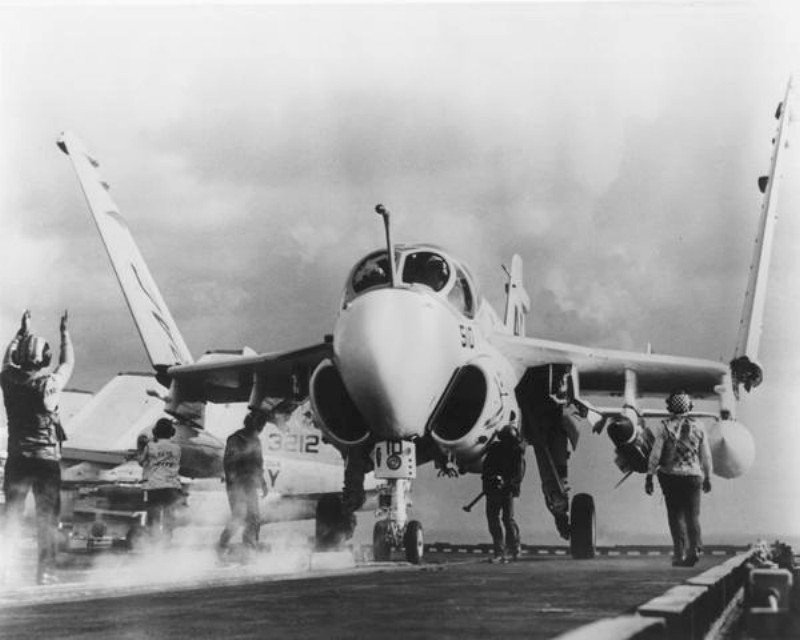
A-6B 1971 auf der Saratoga

Um den Navy-Staffeln ein SEAD-Flugzeug für den Angriff auf feindliche Flugabwehrraketenstellungen geben zu können, wurden zwischen 1967 und 1970 19 A-6A in A-6B umgebaut. Bei ihnen war ein Großteil der Angriffsysteme gegen spezielle Ausrüstung zur Entdeckung und Verfolgung feindlicher Radaremissionen ausgetauscht worden. Sie griffen ihre Ziele mit Antiradarraketen der Typen AGM-45 Shrike und AGM-78 Standard ARM an. Fünf gingen im Kampf verloren, die restlichen wurden Ende der 1970er-Jahre zu A-6E umgebaut.

### A-6C

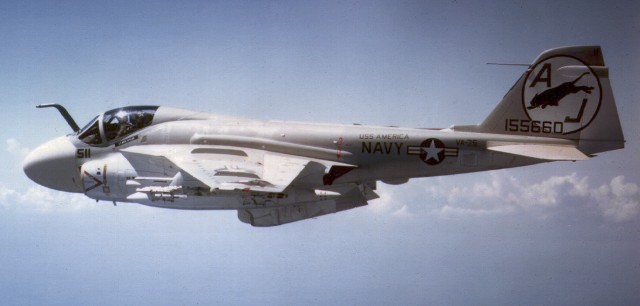
A-6C der VA-35 Black Panthers

Für nächtliche Angriffe auf den Ho-Chi-Minh-Pfad wurden 1970 zwölf A-6A in A-6C umgebaut. Sie besaßen einen „Trails/Roads Interdiction Multi-sensor“ (TRIM) getauften Sensorbehälter unter dem Rumpf, in den FLIR und Restlicht-TV-Kameras integriert waren. Eines dieser Flugzeuge ging im Kampf verloren, die anderen wurden nach dem Krieg zu A-6E umgebaut.

### KA-6D

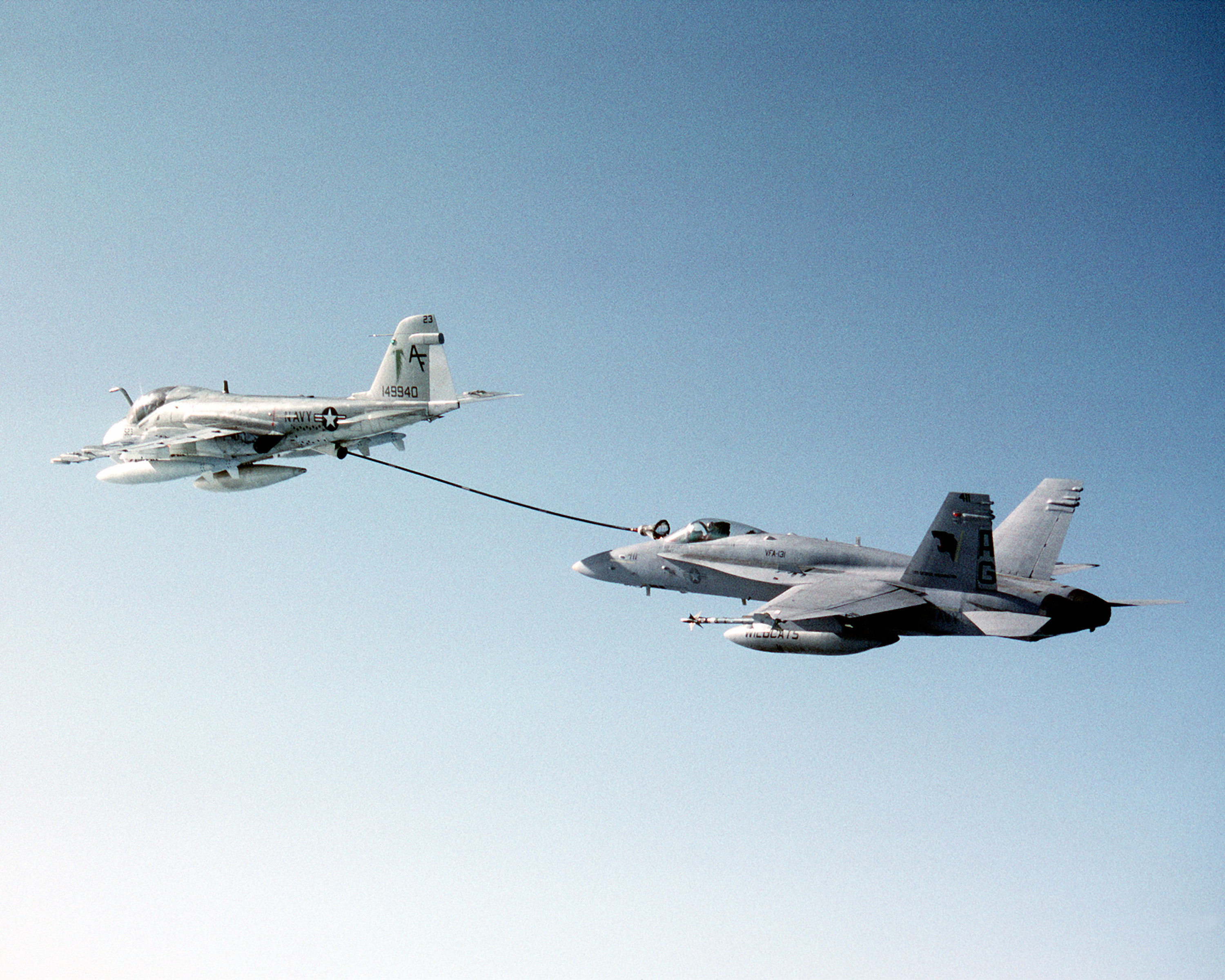
Eine KA-6D betankt eine F/A-18C

Anfang der 1970er-Jahre wurden 78 A-6A und 12 A-6E in Tankflugzeuge umgebaut. Das DIANE-System wurde gegen ein internes Betankungssystem ausgetauscht. Theoretisch konnte die KA-6D zwar noch Angriffe auf Sicht fliegen, in der Praxis kam dies jedoch nie vor. Generell wurden vier Außentanks mitgeführt. Auf jedem Flugzeugträger standen einige KA-6D im Einsatz. Ihre Ausmusterung hinterließ eine Lücke in den Betankungsfähigkeiten von Navy und Marine Corps, die erst durch die neue F/A-18E gelindert wurde, die als Tanker fungieren kann.

### A-6E

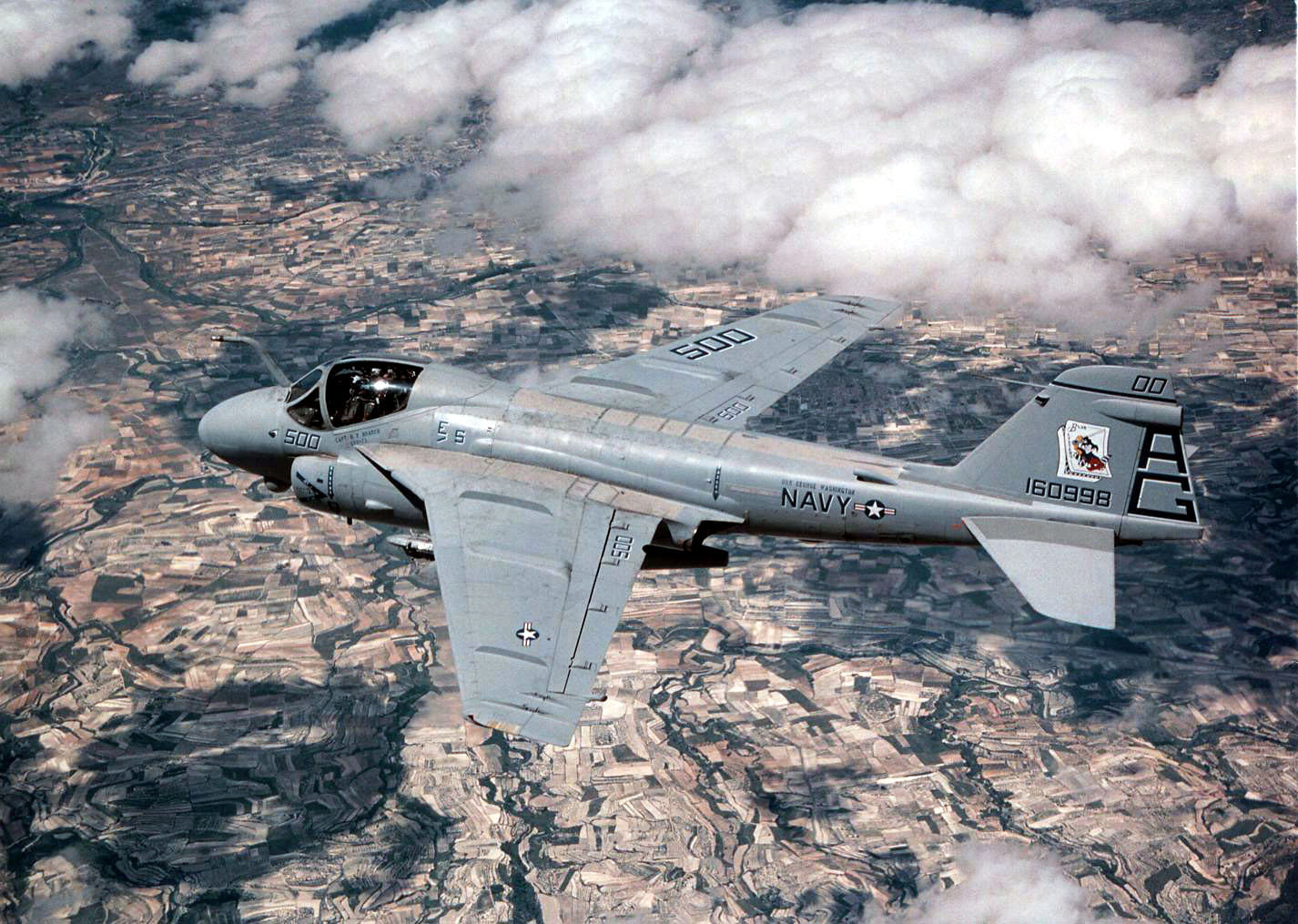
Eine A-6E über Spanien, während der Operation Matador

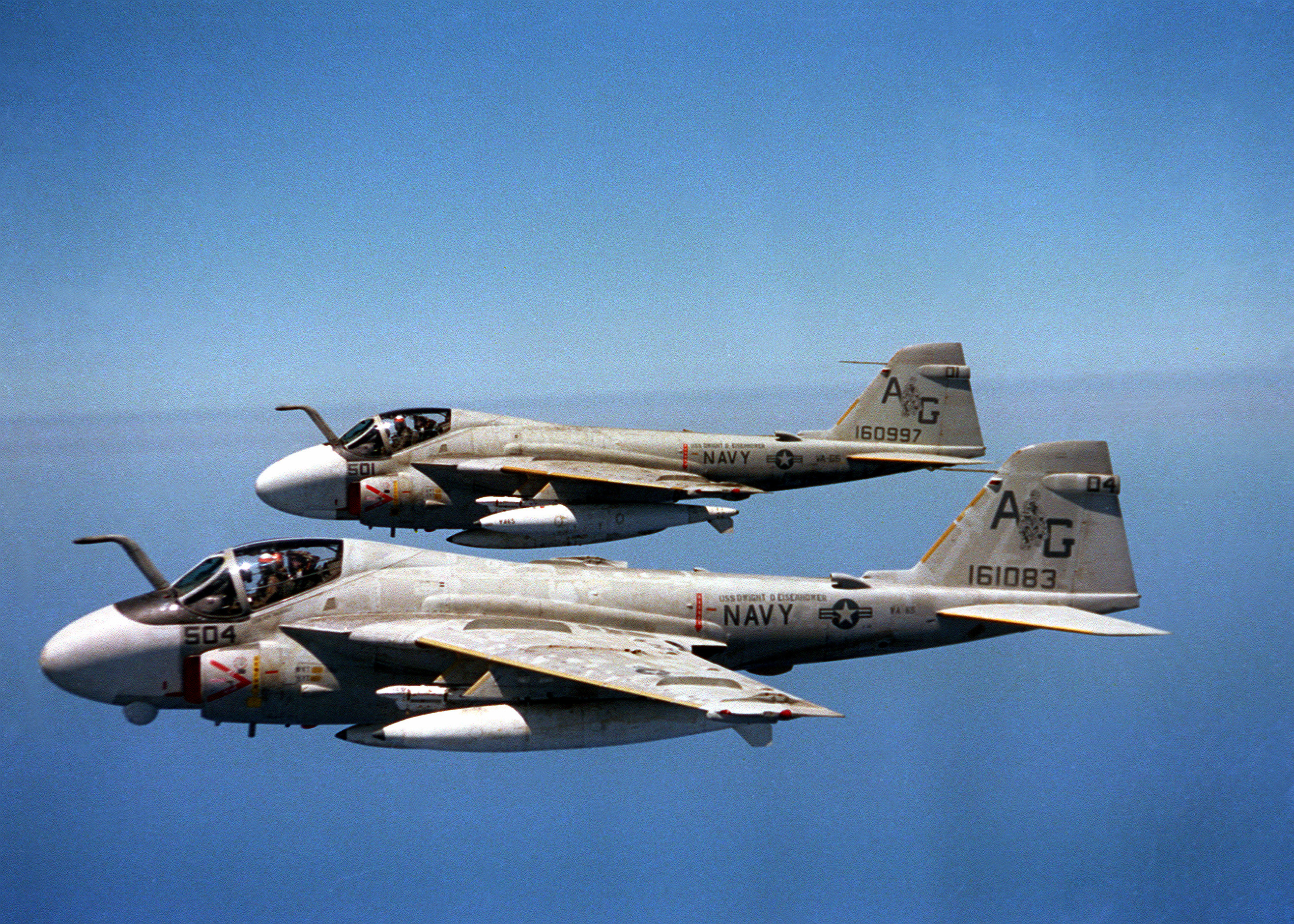
A-6E der VA-65 1987

Die endgültige Angriffsversion der Intruder mit verbesserten Navigations- und Angriffssystemen kam ab Dezember 1971 zum Einsatz. Die ursprünglich separaten Such- und Feuerleitradar der A-6A wurden durch das AN/APQ-148-Multimodus-Radar ersetzt und die Bordcomputer durch ein besseres und verlässlicheres System mit integrierten Schaltkreisen ersetzt. Dazu kamen ein neues inertiales AN/ASN-92-Navigationssystem. Ab 1979 wurden nach und nach alle A-6E mit dem AN/AAS-33 TRAM (Target Recognition and Attack, Multi-Sensor) ausgerüstet, einem kleinen gyroskopisch stabilisierten Turm unter der Nase mit FLIR und Laser-Zielbeleuchter. Das TRAM wurde durch das neue AN/APQ-156-Radar ergänzt. Der BN konnte TRAM-Bilder und Radardaten für extrem zielgenaue Angriffe verwenden oder nur mit dem TRAM zielen, ohne das Radar zu verwenden (welches das Ziel möglicherweise hätte warnen können). Mit dem TRAM konnte die Intruder auch völlig autonom lasergelenkte Bomben werfen.
In den 1980er- und 1990er-Jahren wurden 34 A-6E einem Kampfwertsteigerungsprogramm unterzogen, damit sie die neuesten Präzisionswaffen einsetzen konnten, darunter AGM-65 Maverick, AGM-84E SLAM und AGM-88 HARM. Sie erhielten außerdem ein neues TACAN. Nachdem viele Tragflächen Materialermüdungserscheinungen gezeigt hatten, wurden etwa 85 Prozent der Flotte mit neuen Flächen aus Verbundwerkstoffen (Graphit/Epoxy/Titan/Aluminium) ausgestattet, die auch größere Tanks enthielten.
Insgesamt gab es 445 Flugzeuge des Typs A-6E, davon 240 Umbauten aus alten A-6A/B/C.

### A-6F und A-6G

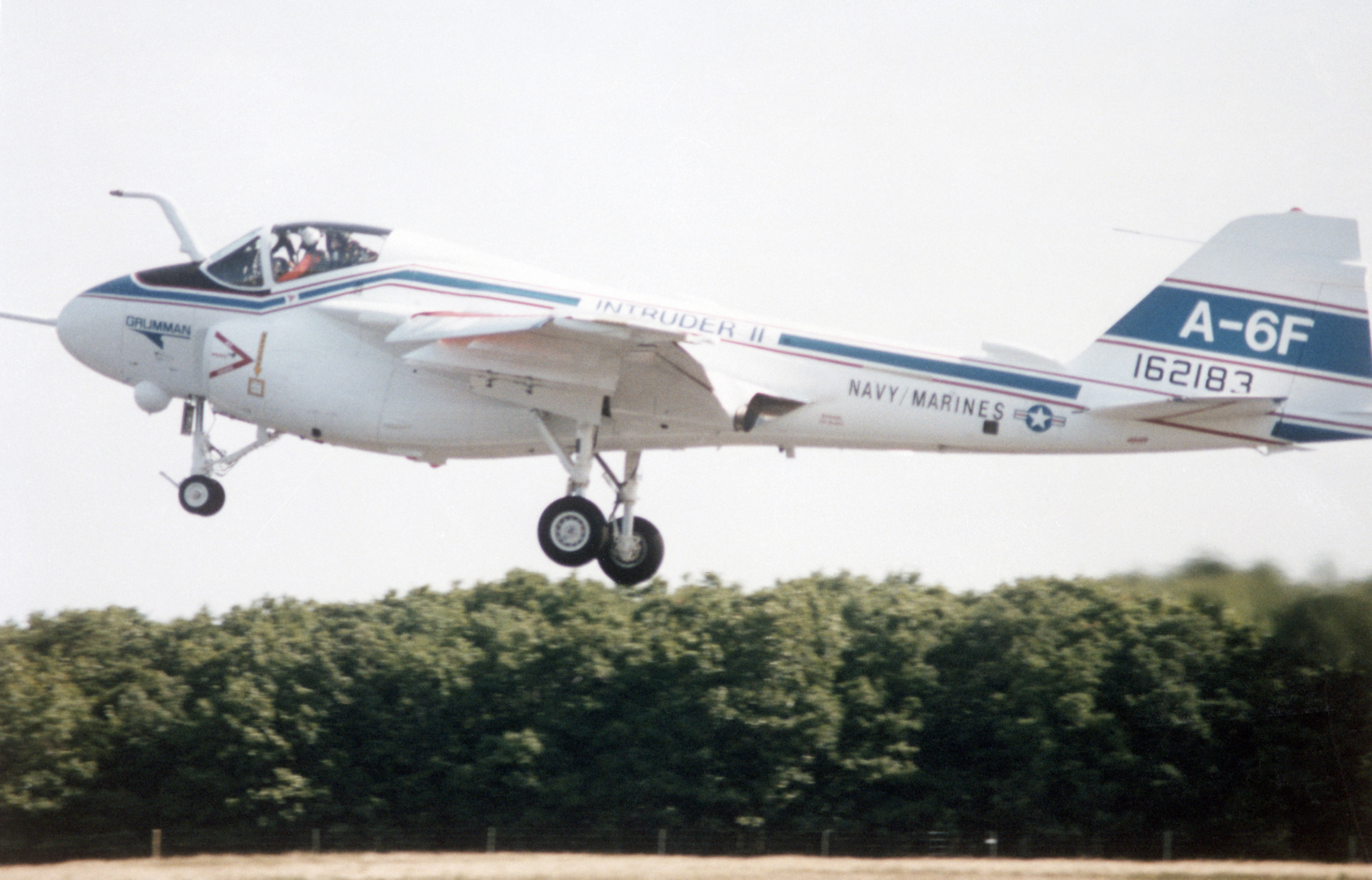
Prototyp der A-6F 1987

Mitte der 1980er-Jahre wurde eine A-6F Intruder II geplant, in der die J52-Triebwerke von Pratt & Whitney durch eine Variante des in der F/A-18 Hornet verwendeten General Electric F404 (allerdings ohne Nachbrenner) ersetzt werden sollten. Dadurch sollte sowohl die Leistung gesteigert als auch Treibstoff gespart werden. Die A-6F hätte eine neuentwickelte Avionik-Ausstattung erhalten, darunter das Norden AN/APQ-173 Synthetic Aperture Radar und Multifunktions-Cockpitmonitore. Das APQ-173 hätte der Intruder Luft-Luft-Kapazität gegeben (per Software-Update sogar für die AIM-120 AMRAAM). Zwei zusätzliche Tragflächenpylone wurden hinzugefügt, so dass insgesamt sieben Stationen für Außenlasten zur Verfügung standen.
Fünf Prototypen wurden gebaut. Die Navy wollte die A-6F schließlich aber doch nicht beschaffen und sich ganz auf die A-12 Avenger II konzentrieren. Dies brachte die Navy in Schwierigkeiten, als das A-12-Programm 1991 abgebrochen wurde.
Grumman bot mit der A-6G eine kostengünstigere Variante an, die zwar die fortschrittliche Elektronik der A-6F besaß, aber die J52-Triebwerke beibehielt. Diese Idee wurde ebenfalls nicht weiterverfolgt.

### EA-6A und EA-6B

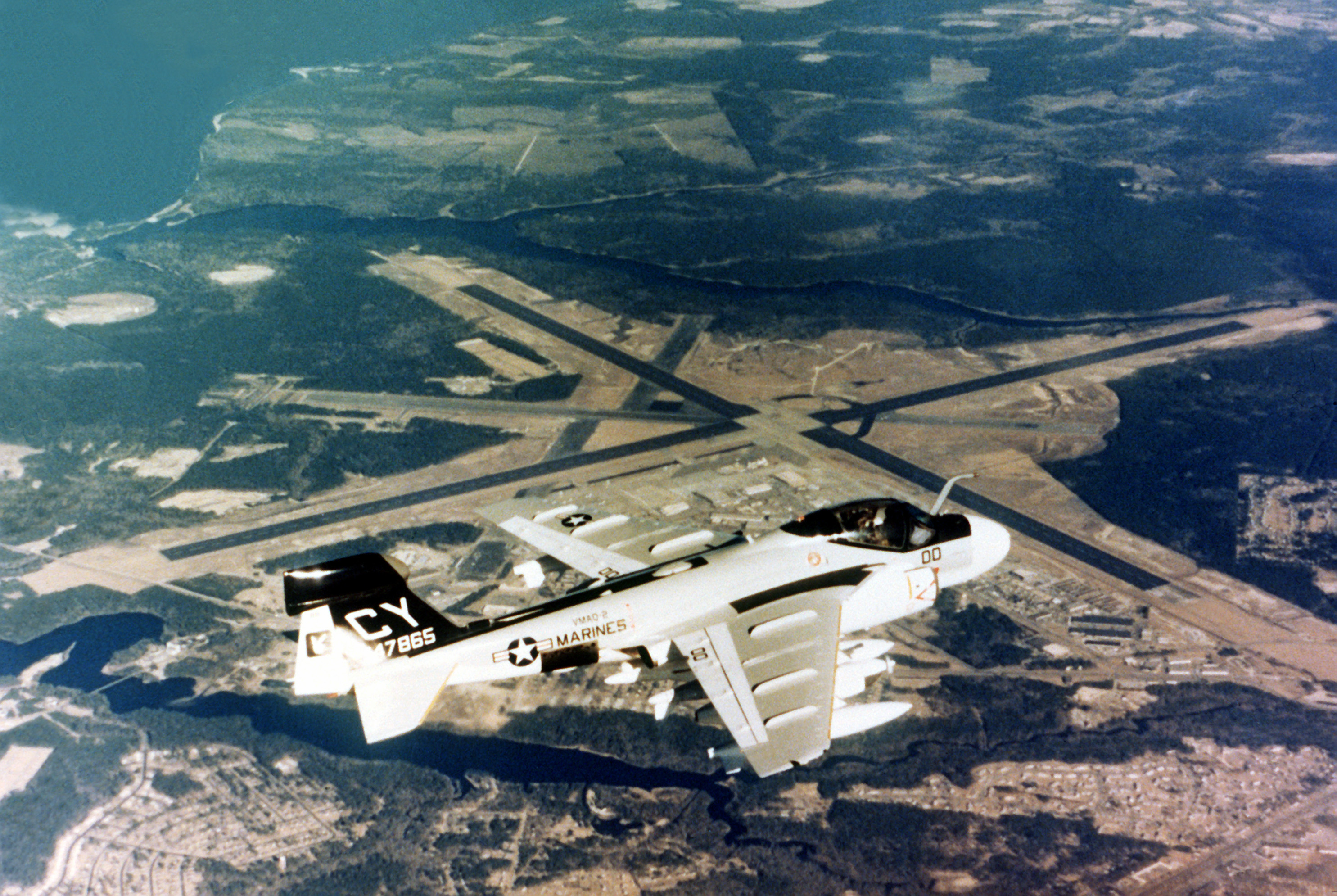
Eine EA-6A der Staffel VMAQ-2

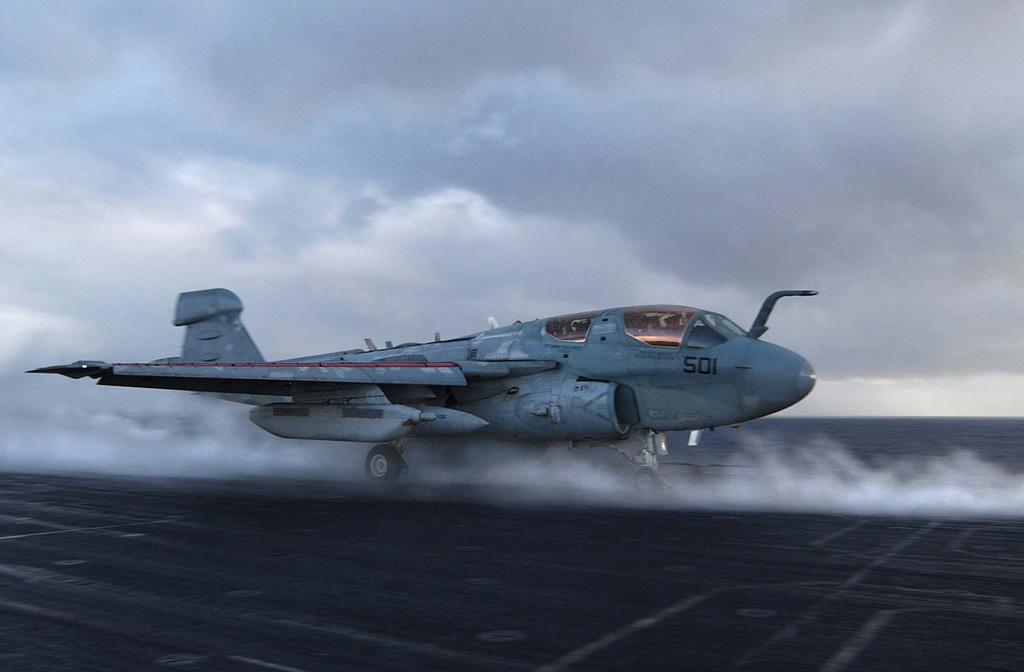
Eine EA-6B Prowler beim Katapultstart

Eine EW/ECM-Version der Intruder wurde bereits früh für das Marine Corps entwickelt, die eine neue ECM-Plattform als Ersatz für die veraltete F3D-2Q Skyknight benötigte. Die EW-Version der Intruder lief zunächst unter der Bezeichnung A2F-1Q und wurde später in EA-6A umbenannt. Sie flog zum ersten Mal am 26. April 1963 und hatte eine Bunker-Ramo AN/ALQ-86 ECM-Suite. Der größte Teil der Elektronik war in einem walnussförmigen Behälter auf dem Seitenleitwerk untergebracht. Theoretisch konnte das Flugzeug die AGM-45-Shrike-Antiradarrakete abfeuern, wurde aber nie tatsächlich mit dieser Aufgabe betraut.
Lediglich 28 EA-6A wurden gebaut (zwei Prototypen, 15 Neubauten und 11 Umbauten aus A-6A), die in der Marine-Corps-Staffel VMAQ-2 im Vietnamkrieg dienten. Weitere EA-6A flogen in VMAQ-1 und VMAQ-3. Mitte der 1970er Jahre wurden sie aus dem aktiven Dienst genommen und zunächst in der Reserve-Staffel VMAQ-4 des USMC weiterverwendet. In der Praxis hatte sich gezeigt, dass eine zweiköpfige Besatzung zur Bedienung der komplexen ECM-Systeme häufig nicht ausreichend war. Später wurden die Flugzeuge von der US Navy übernommen. Sie dienten fortan als Aggressor-Flugzeuge (VAQ-33), die mit ihrer Elektronikausrüstung anfliegende sowjetische Bomberverbände und Lenkflugkörper simulierten, um die Besatzungen der Navy-Schiffe in der Abwehr derartiger Bedrohungen zu trainieren. Die letzten gingen am 1. Oktober 1993 in Key West außer Dienst.
Im November 1964 folgte die Navy dem Vorschlag von Grumman, zur Verringerung der Arbeitsbelastung der EA-6-Besatzungen und zur Ausdehnung des Einsatzspektrums eine viersitzige Ausführung der Intruder (mit drei Bedienern für die Eloka-Systeme) bauen zu lassen. Dafür musste der Rumpf um 1,36 Meter gestreckt werden. Auch eine Verstärkung der Zelle war notwendig, um mit großen Lasten wieder auf dem Flugzeugträgerdeck landen zu können. Die Tankkapazität beträgt 8705 Liter. Extern können zusätzlich maximal fünf Tanks mit je 1100 Litern (300 US-Gallonen) Kapazität angebracht werden.
Die erste EA-6B – eine umgebaute A-6A – hob am 25. Mai 1968 zum Jungfernflug ab. Eine zweite Maschine folgte im August 1968. Schon ab Oktober 1970 wurde die Ausbildungseinheit VAQ-129 mit der Prowler (deutsch: „Herumtreiber“ oder „Spanner“) ausgerüstet. Seit ihrem ersten Einsatz im Vietnam-Krieg ab 1972 ist die EA-6B als Störflugzeug zum Schutz der Bomber bei Einsätzen tief über feindlichem Gebiet ein wichtiger Teil der Luftkriegsführung der Vereinigten Staaten.
Äußerlich blieb die Prowler in den folgenden drei Jahrzehnten fast unverändert, doch die Elektronik wurde ständig den neuesten Erfordernissen angepasst. Im Mittelpunkt stand dabei die Ausweitung des abgedeckten Frequenzbereichs. Einen erheblichen Leistungssprung brachte um die Jahrtausendwende die ICAP-III-Version, die einzelne Radare gezielt stören konnte. Dazu kamen neue Anzeige- und Kommunikationssysteme. Die für die Prowler entwickelte Elektronik war auch Basis für die Ausrüstung des Nachfolgemodells EA-18G Growler. Bis zu dessen Einführung blieb die EA-6B anschließend noch eine Zeit lang in Dienst, weshalb eine Reihe von Flugzeugen noch neue Tragflächen erhielt. Die letzten EA-6B der United States Navy wurden am 27. Juni 2015 außer Dienst gestellt. Das United States Marine Corps nutzte die Prowler noch bis 2019.

## Produktion
| Version | 1960 | 1961 | 1962 | 1963 | 1964 | 1965 | 1966 | 1967 | 1968 | 1969 | 1970 | 1971 | 1972 | 1973 | 1974 | 1975 | 1976 | 1977 | 1978 | 1979 | 1980 | 1981 | 1982 | 1983 | 1984 | 1985 | 1986 | 1987 | 1988 | 1989 | 1990 | 1991 | 1992 | SUMME |
| ------- | ---- | ---- | ---- | ---- | ---- | ---- | ---- | ---- | ---- | ---- | ---- | ---- | ---- | ---- | ---- | ---- | ---- | ---- | ---- | ---- | ---- | ---- | ---- | ---- | ---- | ---- | ---- | ---- | ---- | ---- | ---- | ---- | ---- | ----- |
| YA2F-1  | 4    | 4    |      |      |      |      |      |      |      |      |      |      |      |      |      |      |      |      |      |      |      |      |      |      |      |      |      |      |      |      |      |      |      | 8     |
| A-6A    |      |      | 7    | 21   | 42   | 50   | 63   | 87   | 98   | 70   | 34   | 8    |      |      |      |      |      |      |      |      |      |      |      |      |      |      |      |      |      |      |      |      |      | 480   |
| A-6E    |      |      |      |      |      |      |      |      |      |      |      | 2    | 14   | 12   | 18   | 13   | 11   | 6    | 12   | 12   | 6    | 12   | 12   | 15   | 11   | 8    | 6    | 7    | 8    | 1    | 6    | 12   | 2    | 206   |
| SUMME   | 4    | 4    | 7    | 21   | 42   | 50   | 63   | 87   | 98   | 70   | 34   | 10   | 14   | 12   | 18   | 13   | 11   | 6    | 12   | 12   | 6    | 12   | 12   | 15   | 11   | 8    | 6    | 7    | 8    | 1    | 6    | 12   | 2    | 694   |

## Militärische Nutzung
Vereinigte Staaten
- United States Navy
- United States Marine Corps

## Technische Daten
| Kenngröße             | Daten der A-6A                                                  | Daten der A-6E                                                  |
| --------------------- | --------------------------------------------------------------- | --------------------------------------------------------------- |
| Besatzung             | 2                                                               | 2                                                               |
| Länge                 | 16,69 m                                                         | 16,69 m                                                         |
| Spannweite            | - 16,15 m - 7,72 m (gefaltet)                                   | - 16,15 m - 7,72 m (gefaltet)                                   |
| Höhe                  | 4,93 m                                                          | 4,93 m                                                          |
| Flügelfläche          | 49,15 m²                                                        | 49,15 m²                                                        |
| Flügelstreckung       | 5,3                                                             | 5,3                                                             |
| Leermasse             | 11.476 kg                                                       | 12.093 kg                                                       |
| max. Startmasse       | 24.358 kg                                                       | 27.397 kg                                                       |

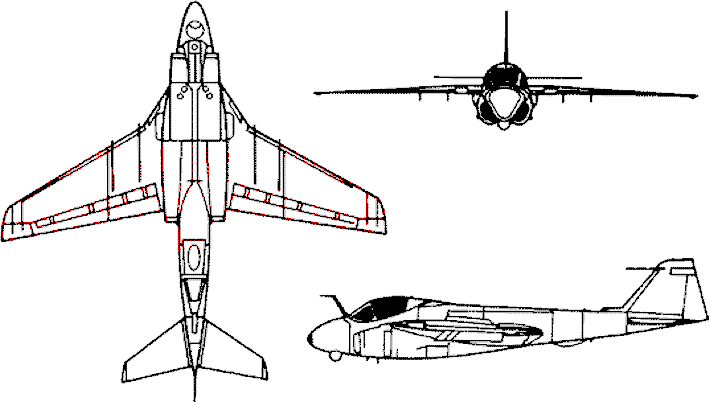
Dreiseitenriss

| Kraftstoffkapazität   | unbekannt                                                       | - intern: 8.873 l - extern: fünf Treibstofftanks zu je 1.515 l  |
| Höchstgeschwindigkeit | 1.039 km/h (auf Meereshöhe)                                     | 1.036 km/h (auf Meereshöhe)                                     |
| Marschgeschwindigkeit | 744 km/h (auf Meereshöhe)                                       | 763 km/h (auf Meereshöhe)                                       |
| Steigrate             | unbekannt                                                       | 38,75 m/s                                                       |
| Dienstgipfelhöhe      | 12.268 m                                                        | 12.925 m                                                        |
| Reichweite            | 5.190 km                                                        | 4.408 km                                                        |
| Startstrecke          | unbekannt                                                       | 1.469 m (ohne Katapult)                                         |
| Landestrecke          | unbekannt                                                       | 823 m (ohne Fangseile)                                          |
| Triebwerk             | zwei Strahltriebwerke Pratt & Whitney J52-P-8A ohne Nachbrenner | zwei Strahltriebwerke Pratt & Whitney J52-P-8B ohne Nachbrenner |
| Schubkraft            | 2 × 37,81 kN                                                    | 2 × 41,20 kN                                                    |

## Waffenzuladung (Bewaffnung)
Kampfmittel bis zu 8.170 kg an fünf Außenlaststationen unter den beiden Tragflächen und dem Rumpf
Luft-Luft-Lenkflugkörper
- 2 × LAU-7/A-Startschienen für je 1 × Philco-Ford AIM-9P „Sidewinder“ – infrarotgesteuert für Kurzstrecken

Luft-Boden-Lenkwaffen
- 2 × LAU-118-Starschienen für je 1 × Texas Instruments AGM-45A/B „Shrike“ – selbstzielsuchender Radarbekämpfungsflugkörper
- 4 × LAU-117A-Startschiene für je eine Raytheon AGM-65A/B/D/F/G „Maverick“ – infrarot- oder tv-gesteuert
- 4 × Boeing AGM-84A/B „Harpoon“ – Seezielflugkörper
- 4 × LAU-118-Startschienen für je 1 × Texas Instruments AGM-88A/B „HARM“ – selbstzielsuchender Radarbekämpfungsflugkörper
- 4 × AGM-123 „Skipper II“ – lasergesteuert

Ungelenkte Luft-Boden-Raketen
- 4 × LAU-10D/A-Raketen-Rohrstartbehälter für je 4 × ungelenkte Zuni-Luft-Boden-Raketen, Kaliber 127 mm / 5 inch
- 4 × BRU-42 TER (Triple Ejection Rack) mit je 3 × LAU-68D/A-Raketen-Rohrstartbehältern für je 7 × ungelenkte FFAR-Luft-Boden-Hydra-Raketen; Kaliber 70 mm / 2,75 inch

Gelenkte Bomben
- 4 × AGM-62 „Walleye“ (fernsehgelenkte Gleitbombe)
- 4 × Raytheon GBU-10/B „Paveway II“ (lasergelenkte Gleitbombe 907 kg / 2000 lb)
- 4 × Raytheon GBU-12/B „Paveway I“ (lasergelenkte Gleitbombe 227 kg / 500 lb)
- 4 × Raytheon GBU-16/B „Paveway II“ (lasergelenkte Gleitbombe 454 kg / 1000 lb)

Ungelenkte Bomben
- 5 × BRU-41 MER (Multiple Ejection Rack) mit je 6 × Mark 81 LDGP (113-kg-/250-lb-Freifallbombe)
- 5 × BRU-41 MER (Multiple Ejection Rack) mit je 6 × Mark 82 LDGP (241-kg-/500-lb-Freifallbombe)
- 4 × BRU-42 TER (Triple Ejection Rack) mit je 3 × Mark 83 LDGP (454-kg-/1.000-lb-Freifallbombe)
- 4 × BRU-42 TER (Triple Ejection Rack) mit je 2 × Mark 84 LDGP (907-kg-/2.000-lb-Freifallbombe)
- 4 × BRU-41 MER (Multiple Ejection Rack) mit je 4 × M117 (372-kg-/820-lb-Freifallbombe)
- 5 × BRU-41 MER (Multiple Ejection Rack) mit je 6 × CBU-100 / Mark 20 „Rockeye II“ (222-kg-/490-lb-Anti-Panzer-Streubombe mit 247 Mk.118-Bomblets)
- 4 × BRU-42 TER (Triple Ejection Rack) mit je 3 × CBU-89 GATOR
- 4 × BRU-42 TER (Triple Ejection Rack) mit je 3 × Mk.77 Mod 2 / Mod 4 (230-kg-/500-lb-Napalm-Brandbombe)
- 4 × BRU-42 TER (Triple Ejection Rack) mit je 3 × CBU-72/B (235-kg-/500-lb-Aerosolbombe)
- 2 × B28 (nukleare Freifallbombe mit 1,45-MT-Sprengsatz)
- 2 × B43 (nukleare Freifallbombe mit 1-MT-Sprengsatz)
- 4 × B57 (nukleare Freifallbombe mit 20-kT-Sprengsatz)
- 8 × B61 Mod 3 (nukleare Freifallbombe mit 0,3–170-kT-Sprengsatz)
- 2 × B83 (nukleare Freifallbombe mit 1,2-MT-Sprengsatz)

Externe Behälter
- 5 × abwerfbare Zusatztanks für 1.200 Liter (330 US-Gallonen) Kerosin
- 1 × AN/AWW-9B-Datenübertragungsbehälter für AGM-62
- 1 × AN/ALQ-167(V)-EKF-Störbehälter

## Vorfälle
Während der Operation Desert Storm kam es bei den Startvorbereitungen zu einem nächtlichen Einsatz an Bord des Flugzeugträgers Theodore Roosevelt zu einem Zwischenfall, bei dem ein Soldat vom Triebwerk einer Grumman A-6 eingesaugt wurde und schwer verletzt überlebte.